# Alexander Adolfowitsch Winkler
Alexander Adolfowitsch Winkler (auch Alexander Gustav Winkler, * 3. März 1865 in Charkow; † 6. August 1935 in Besançon) war ein russischer Komponist, Pianist und Musikpädagoge deutscher Familienherkunft.

## Leben und Werk
Alexander Winkler schloss 1897 ein Jurastudium an der Universität Charkow ab und studierte er an der Musikschule Charkow der Russischen Musikgesellschaft. 1889 erwarb er sich hier einen Studienabschluss. Er studierte weiter Klavier bei Alphonse Duvernoy in Paris und bei Theodor Leschetizky in Wien sowie Kontrapunkt und Komposition bei  Karl Nawratil ebenfalls in Wien.
Von 1890 bis 1896 wirkte er als Lehrer an der Höheren Töchterschule von Charkow. Von 1896 bis 1924 lehrte er Klavier am Petersburger Konservatorium, ab 1909 als Professor. Der junge Sergei Prokofjew war ab 1905 einer seiner Schüler. 1924 emigrierte Winkler nach Frankreich und lehrte am Konservatorium von Besançon Klavier.

## Kompositorische Werke (Auszug)
- Ouvertüre En Bretagne op. 13
- Orchestervariationen op. 16 über ein russisches Volkslied
- Orchestervariationen op. 18 über ein finnisches Volkslied
- Streichquartette op. 7, 9, 14
- Klavierquartett g-moll op. 8
- Streichquintett (mit zwei Bratschen) Es-dur op. 11
- Klaviertrio fis-moll op. 17
- Bratschensonate op. 10
- Diverse Klavierstücke, darunter Variationen und Fuge über ein eigenes Thema op. 1